# Länsantikvarie
Länsantikvarie kallas den som är chef för en länsstyrelses enhet för kulturmiljö. Länsantikvarien ansvarar för statlig och regional miljövård på kulturens område, i första hand beträffande byggnadsminnen, kyrkliga kulturminnen och fornlämningar.